# واد سفیون
واد سفیون (به عربی: واد سفيون) یک شهرداری در الجزایر است که در استان سیدی بلعباس واقع شده‌است.